# Richard Onslow (3e baron Onslow)
Pour les articles homonymes, voir Richard Onslow.
Richard Onslow, 3e baron Onslow (1713 - 8 octobre 1776) est un pair et homme politique britannique.

## Biographie
Il est le fils de Thomas Onslow (2e baron Onslow) de Clandon Park House (en), Surrey et fait ses études au Eton College (1725-1738) et au Sidney Sussex College de Cambridge.
En 1734, il est élu député de Guildford jusqu'à 1740. Il succède à son père Thomas comme baron Onslow et comme haut commissaire de Guildford et Lord Lieutenant du Surrey.

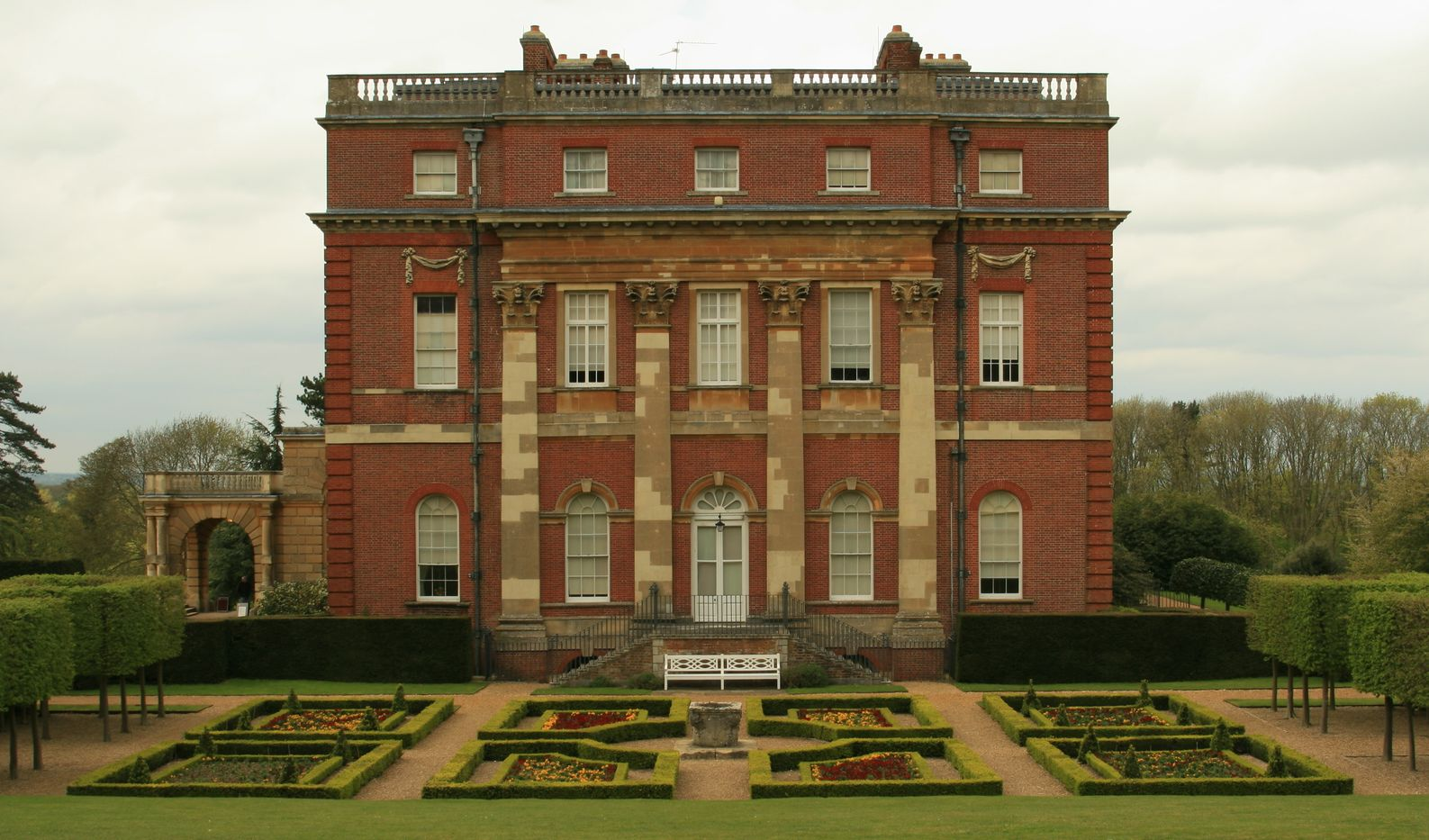
Clandon Park House

Le siège de la famille reste Clandon Park, West Clandon, Surrey. Clandon Park House, est maintenant un hôtel particulier du National Trust avec ses jardins, commandés pour la plupart par son père.
Le 16 mai 1741, il épouse Mary Elwill (décédée le 19 avril 1812), fille d'Edmund Elwill, 3e baronnet, mais le mariage est sans enfant. Lord Onslow reçoit un doctorat en droit de l'Université de Cambridge en 1749, il est nommé chevalier compagnon de l'ordre du Bain en 1752. À sa mort en 1776, son cousin germain, George Onslow, lui succède.